# Persoonia hexagona
Persoonia hexagona är en tvåhjärtbladig växtart som beskrevs av Peter Henry Weston. Persoonia hexagona ingår i släktet Persoonia och familjen Proteaceae. Inga underarter finns listade i Catalogue of Life.